# 皮克斯基爾隕石
皮克斯基爾流星體（Peekskill meteorite）於1992年10月9日在美國上空破裂，此一事件被數千名參與越過東海岸活動的民眾證實。這個破裂的流星體畫過了肯塔基和撞擊到紐約州的皮克斯基爾，並危害到在馬里布公園的一輛雪佛蘭。許多大城市，像匹茲堡等，都目睹了這顆明亮的流星。這顆隕石向東北方而去，有著明顯的綠色。這顆流星體至少被16架獨立的攝影機拍攝到，並且是最著名的流星體事件。

## 外部連結
photo of the car and meteorite from Astronomy_Picture_of_the_Day （页面存档备份，存于）
All in French.
- All 16 Videos of the Peekskill Meteorite's sightings （页面存档备份，存于）
- 5 photos of the Peekskill Meteorite's sightings （页面存档备份，存于）
- Detailed Description （页面存档备份，存于）

41°17′11″N 73°54′59″W / 41.28639°N 73.91639°W
1. ↑  . American Museum of Natural History.   [2025-05-19]. （原始内容存档于2024-12-10） （美国英语）.